# Шпоги
Шпо́ги (латыш. Špoģi, латг. Špogi) — посёлок в Латвии, центр Вишкской волости в Аугшдаугавском крае, находится в 29 километрах к северу от Даугавпилса, на шоссе Даугавпилс — Резекне. По данным на 2015 год, в населённом пункте проживало 269 человек. Посёлок находится по берегам реки Дубна, через неё переброшен автодорожный мост, рядом проходит железная дорога Даугавпилс — Резекне, имеется железнодорожная станция Вишки (до революции называлась Вышки). Перекрёсток дорог на Прейли, Вишки, имеется магазин, остановка автобусов. В двух километрах на восток от Шпог находятся Вишки.

## История
11 февраля (29 января) 1916 года в поле возле станции Вышки состоялся смотр войск Северного фронта императором Николаем II Александровичем. Об этом имеются его дневниковые записи.
В советское время населённый пункт входил в состав Вишкского сельсовета Даугавпилсского района.